# Челебизаде Ахмед-эфенди
Ахмед Эфенди Челебизаде (азерб. Əhməd Əfəndi Çələbizadə) — ахунд (имам) Губинской мечети Джума, основатель губинского историко-краеведческого музея, писатель, этнограф, жертва политических репрессий.
В 1922—1924 годах был ахундом Губинской пятничной мечети. В 1924 году заложил основы музея истории и культуры в Губе. В период с 1935 по 1937 год написал книгу «Губа — обычаи и правила эпохи» о традициях и обычаях Губинского района. 1 сентября 1937 года был расстрелян.

## Жизнь
Ахмед Эфенди Абдулрахим оглу Чалабизаде родился в 1892 году в городе Губа. Его отец Абдулрахим Эфенди был имамом Губинской пятничной мечети. Он получил начальное образование в медресе, где преподавал его отец, здесь же он изучал арабский и персидский языки. В 1912 году учился в Южно-Кавказском духовном училище имени Суницкого в Тифлисе. После окончания обучения в 1913 году вернулся в Губу и был назначен помощником имама в пятничной мечети. В 1922 году, после смерти своего отца, имама Абдулрахима Эфенди, Ахмед Эфенди был избран секретарем мечети Джума. После  советской оккупации, в связи с борьбой нового режима против религии, Ахмед Эфенди в 1930 году официально объявил в одной из газет об отказе от своего духовенства. В 1937 году, в период политических репрессий Сталина, он был арестован и сослан в Баку. 1 сентября 1937 года был расстрелян по решению тройки. В 1956 году, 6 ноября, был реабилитирован.

## Творчество
После апрельского оккупации большевиками АДР, он посвятил свою жизнь исследованию истории Азербайджана. По его инициативе в 1924 году возле пятничной мечети, где он сам преподавал, в Губе был организован музей истории под названием «Дом истории Губы» на основе собранных материалов по истории Губинского района. Благодаря усилиям Ахмеда Эфенди, в период с 1924 по 1935 год, музей пополнился древними рукописями, оружием, старинными коврами, изображениями, серебряными и медными монетами, предметами домашнего обихода, образцами национальной одежды, различными украшениями, литературой на арабском, персидском, турецком и русском языках, антиквариатом и другими материально-культурными образцами. Экспонаты также поступали из различных медресе и хранились в  мечети Секинеханым.
В августе 1932 года на заседании Исполнительного комитета Губинского района была обсуждена «Организация музея в городе Губа». На заседании рассматривались тезисы и план-проект, подготовленные специалистами для организации музея. Первый раздел экспозиции был посвящен природе района. Здесь были представлены различные карты района и бывшего казначейства Губа, демонстрировались обустроенные природные зоны и образцы полезных ископаемых. Последующие разделы были посвящены истории, культуре и этнографии региона. Названия разделов: «Древние памятники культуры бывшего казначейства Губы», «Материалы периода до создания ханства в Губе», «Захват Губинского ханства российским царизмом», «Период комендантства». Также в экспозиции был предусмотрен раздел «Этнография». В этом разделе представлены материалы, касающиеся жизни, обычаев, искусства и особенностей национального костюма жителей Губы, а также материалы по широко распространенному в регионе искусству вышивки. Экспозиция также включала материалы, отражающие культуру, образование и промышленность Губы в 1920-1930-х годах.
Музей истории Губы действовал с 1924 по 1935 год. По приказу Наркомпросвета от 14 мая 1935 года Ахмед Челебизаде был назначен директором Музея истории Губы. После репрессий против него деятельность музея была приостановлена, все экспонаты распределены, и ценные книги были уничтожены.

## Книга
В 1930-х годах Ахмед Челебизаде проводил исследования в области этнографии Губинского района. В период с 1935 по 1937 годы он написал книгу «Губа – обычаи и правила эпохи» о традициях и обычаях Губы. Рукопись состоит из трех частей. Первая часть, под заголовком «Этнографический материал о Губинском районе», включает в себя 57 обычных школьных тетрадей. Вторая часть из 6 тетрадей, третья часть, названная «Заметки о религиозных обрядах в Губинском районе», состоит из 7 тетрадей. Первая часть написана в 1935 году, вторая и третья части написаны в 1937 году. Каждая часть состоит из отдельных подразделов.
Так как произведение является обширным этнографическим материалом, здесь подробно описаны обычаи, верования и представления народа. Первая часть начинается с информации о бесконечности человека и его причинах, об их отношении к детям. Рассказывается о именах, которые дают новорождённым детям, поверьях, связанных с новорожденными, старинных стихах, читаемых у колыбели ребёнка, обряде имянаречения, добрых словах, адресованных ребёнку, и детских играх. Ахмед Челебизаде последовательно описывает все традиции Губы в своём произведении. После описания свадебных обычаев рассказывается о различных болезнях и их лечении, траурных обычаях, праздниках, особенно о Новруз-байраме, церемонии Мухаррам, а также о запрещённых обычаях в этой церемонии. Автор в разделе о кулинарии Губы перечисляет 10 видов плова и объясняет способ приготовления всех блюд. В тексте сохранены многие слова, употребляемые в губинском диалекте.